# Стил, Донни
Донни Стил (англ. Donnie Steele род. 31 декабря 1967, Де-Мойн) — американский музыкант. Более известен, как первый гитарист Slipknot. Он играл в группе с 1995 по 1996 год на соло-гитаре, и вернулся в группу в 2011 году в качестве басиста. Его партии гитары можно услышать на демозаписи группы Mate.Feed.Kill.Repeat.. Во время сведения этой пластинки Донни решил покинуть группу по религиозным причинам. До Slipknot Стил играл в группе Body Pit.
В настоящее время[когда?] Донни играет на соло-гитаре в группе Killpact.
После смерти басиста Slipknot Пола Грея, участники группы пригласили Донни, как человека знакомого с Полом с 1990-х годов, заменить его на концертах на фестивале Columbiahalle летом 2011 года. Донни согласился, отыграв выступления за сценой. Сейчас[когда?] стало известно[откуда?], что группа больше не работает с ним.
В настоящее время[когда?] занимается сольной музыкальной деятельностью.
В составе Slipknot:
- 1996 — Mate.Feed.Kill.Repeat.